# Ульссон, Маттс
Маттс Ульссон (швед. Matts Olsson, род. 1 декабря 1988, Карлстад) — шведский горнолыжник, специализировавшийся в гигантском слаломе. Бронзовый медалист в командных соревнованиях мирового чемпионата 2011 года, а также участник Олимпийских игр в Сочи и Пхёнчхане.
Объявил о завершении карьеры в 2020 году.